# GEOnet Names Server
GEOnet Names Server (GNS) は、アメリカ合衆国以外の地名（地理的地物の名称）とその位置に関する、アメリカ国家地球空間情報局 (NGA) とアメリカ合衆国地名委員会 (BGN) の地名データベースへのアクセスを提供している。このデータベースは、外国地名に関してアメリカ合衆国地名委員会が承認した諸決定の公式リポジトリであり、毎月、およそ2万項目の内容が更新されていて、「明らかな重複がある場合」は別として、登録された項目は削除されない。